# Friedhelm Schneider (Politiker)
Friedhelm Schneider (* Dezember 1928; † 11. Januar 2021) war ein deutscher Politiker der SPD, der verschiedene kommunalpolitische Ämter ausübte. Zwölf Jahre war er Bürgermeister der Verbandsgemeinde Nierstein-Oppenheim.

## Leben
Nach dem Abitur 1949 schloss er eine Ausbildung beim Landratsamt Bingen ab und arbeitete anschließend beim Verwaltungsgericht Mainz, bis er 1957 im Alter von 28 Jahren hauptamtlicher Ortsvorsteher des Stadtteils Mainz-Mombach wurde.
Schneider war seit 1953 verheiratet und hatte zwei Töchter. Er verstarb im Januar 2021 im Alter von 92 Jahren.

## Partei
Um 1949 trat er in die SPD ein und übte in seiner über 70-jährigen Mitgliedschaft verschiedene Funktionen aus. Von 1967 bis 1980 war er Vorsitzender des SPD-Ortsvereins Nierstein und später dessen Ehrenvorsitzender. Schneider wurde auch erster Vorsitzender des neu gebildeten SPD-Verbands Rhein-Selz.

## Politik
Nach einem Jahrzehnt als Ortsvorsteher des Mainzer Stadtteils Mombach wurde Schneider von 1967 bis 1972 der letzte hauptamtliche Bürgermeister der Gemeinde Nierstein. In seine Zeit fallen die Aufstellung des ersten Flächennutzungsplans und der Ausbau der kommunalen Infrastruktur (Kanalisation, Kläranlage, sozialer Wohnungsbau). Auch die Eingemeindung von Schwabsburg zum 1. Juli 1970 fällt in seine Amtszeit.
Ab 1972 wurde Friedhelm Schneider erster Bürgermeister der im Rahmen der rheinland-pfälzischen Verwaltungsreform neu geschaffenen Verbandsgemeinde Nierstein-Oppenheim. In seiner zwölfjährigen Amtszeit waren der Verwaltungsaufbau in der neuen Gebietskörperschaft und der Ausbau der kommunalen Infrastruktur Schwerpunkte seiner Arbeit. In den zugehörigen elf Gemeinden erfolgte u. a. der Erstausbau der Kanalisation, Kläranlagen wurden errichtet, die Feuerwehren und das Schulsystem neu aufgestellt. Nachfolger von Schneider an der Spitze der Verbandsgemeinde wurden 1984 Reinhard Petry (CDU) und 1994 Klaus Penzer (SPD).
Von 1974 bis 1999 gehörte Friedhelm Schneider zudem dem Kreistag des Landkreises Mainz-Bingen, sowie von 1989 bis 1999 dem Gemeinderat von Nierstein an.

## Ehrungen
- Verdienstmedaille des Landes Rheinland-Pfalz[2]
- 2008: Ehrenbürger der Stadt Nierstein aufgrund seiner kommunalpolitischen Verdienste[2]